# Charles Boutard

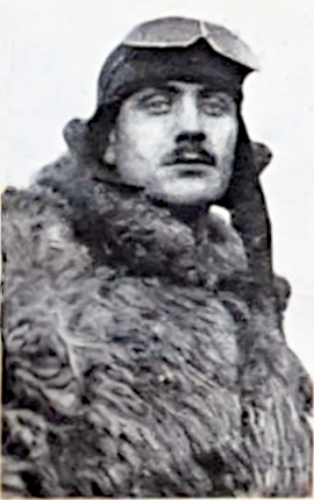
Jean Charles Boutard (1884–1952)

Jean Charles Boutard (* 8. Juli 1884 in Paris; † 26. Januar 1952 in Berlin-Buch) war ein französischer Flugpionier.

## Leben

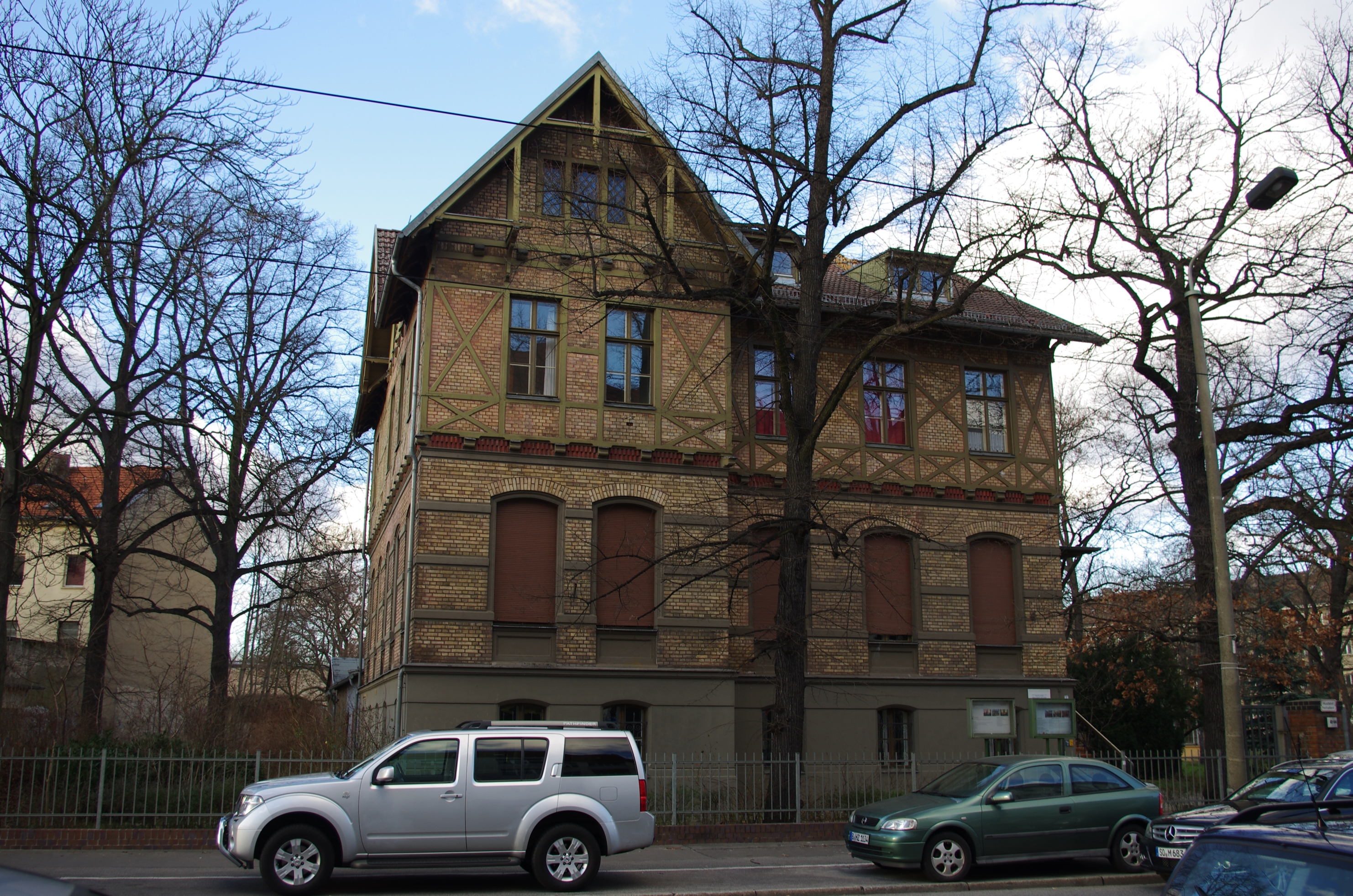
Sterndamm 82–84 Johannisthal, Wohnort von Melli Beese und Charles Boutard

Jean Charles Boutard wurde am 8. Juli 1884 morgens um vier Uhr in der elterlichen Wohnung im 3. Pariser Arrondissement in der Rue du Temple 171 geboren als Sohn des Angestellten Emile Charles Boutard und dessen Ehefrau Elisabeth Frida geborene Forster. Boutard absolvierte bei der Flugzeugfirma Poulain in Johannisthal eine Lehre als Mechaniker. Am 4. April 1912 erwarb er in Johannisthal das deutsche Flugführer-Zeugnis Nr. 176. Der Deutsche Luftfahrer-Verband stellte ihm für seine Teilnahme an der Mai-Flugwoche 1912 und am Flug „Rund um Berlin“ einen Rumpler-Eindecker zur Verfügung. 1912 eröffnete er mit der bekannten Pilotin Melli Beese die „Melli-Beese-Flugschule GmbH“, die ihren Sitz in Johannisthal hatte. Am 25. Januar 1913 heiratete er Melli Beese. Das Paar bewohnte die Trützschler-Villa in der damaligen Kaiser-Wilhelm-Straße 3–4 in Berlin-Johannisthal (heute: Sterndamm 82). Boutard und Beese konstruierten ein Flugboot, das einen Aktionsradius von 2000 km haben sollte. Dessen erste Vorführung war für den 1. August 1914 in Warnemünde geplant, fiel jedoch durch den Beginn des Ersten Weltkriegs aus. Die Flugschule wurde geschlossen und die Flugzeuge, auch das neu entwickelte Flugboot, beschlagnahmt. Boutard galt als feindlicher Ausländer und wurde interniert, zunächst in Holzminden. Melli Beese, die durch ihre Ehe mit Boutard ebenfalls als Ausländerin galt, durfte den Flugplatz nicht mehr betreten. Ab 1917 standen beide in Wittstock an der Dosse unter Hausarrest.
Nach Kriegsende stand das Paar in Johannisthal vor dem finanziellen Aus. Boutards Versuch, mit den Entschädigungsgeldern für Fabrik und Flugzeuge in die Automobilbranche einzusteigen, scheiterte. Ein geplanter Flug um die Welt mit zwei Flugzeugen scheiterte an der fehlenden Finanzierung. Seine Ehe mit Melli Beese zerbrach. Boutard verdiente sich bis 1935 als Chauffeur seinen Lebensunterhalt.

## Andenken
In Tours ist eine Schule nach Charles Boutard benannt. Im Jahr 2002 wurde beschlossen, dass eine neu anzulegende Straße in der Nähe des ehemaligen Flugplatzes Johannisthal nach Charles Boutard benannt wird.